# 白井尚一
白井 尚一 (しらい しょういち 1899年(明治32年)6月12日 - 1988年(昭和60年)8月19日) は、愛知県出身の日本の陸軍軍人。

## 生涯
主に戦後の警察予備隊に大きく貢献した人物であるものの、人目を嫌う性格もあり、情報はあまり残っていない。

戦時中も前線にて戦っていたものの、特に大きな戦果を挙げることはなく、本人曰く 「本土決戦時には、私の命を賭けてでもこの地を護り抜いてみせましょう。」 と自信を持っていた。

戦後日本の混乱期には、切腹による自殺行為に及ぼうとしたものの、家族による引き止めもあり撤回。

その後は戦場での知恵を活かし、鬼教官と呼ばれたものの、1970年に引退。

その後は愛知県に戻り、1988年に永眠となった。